# Phobetes liopleuris
Phobetes liopleuris là một loài tò vò trong họ Ichneumonidae.